# Annalena Duken
Annalena Duken (* 18. Mai 1975 in Heidelberg) ist eine deutsche Schauspielerin und Filmregisseurin.

## Leben
Nach ihrer Ausbildung zur Schauspielerin in München bei Dorothea Gmelin übernahm die Schwester des Schauspielers Ken Duken Gastrollen in Fernsehformaten wie SOKO 5113, Rosa Roth (beides ZDF), Der Bulle von Tölz (Sat.1), Pfarrer Braun (Das Erbe von Junkersdorf) und Fuchs und Gans (ARD).
Es folgten Auftritte in Fernsehfilmen wie Der Ruf der Berge, Bella Vita (mit Andrea Sawatzki) oder Im Alleingang (mit Hannes Jaenicke und Leslie Malton), aber auch zahlreiche Festival-Filme wie A six piece cube (Regie: Robert Gwisdek) oder From another point of view (Regie: Bernd Katzmarczyk) und internationale Koproduktionen (Wer ist Hanna?, 2011).
Mit der Produktion Bittersüßes Nichts lieferte sie 2007 ihr Filmregiedebüt ab, das von ihrer 2004 gegründeten Produktionsfirma „Filmdelikt“ finanziert wurde und ebenfalls auf deutschen Filmfesten zu sehen war.
An der Seite von Friedrich von Thun, Christoph M. Ohrt und Katrin Sass spielte sie 2008 in der Kriminalserie Dell & Richthoven (ZDF) die Hauptrolle der Hannah Richthoven (Regie: Marcus O. Rosenmüller).